# Ночные боевые действия

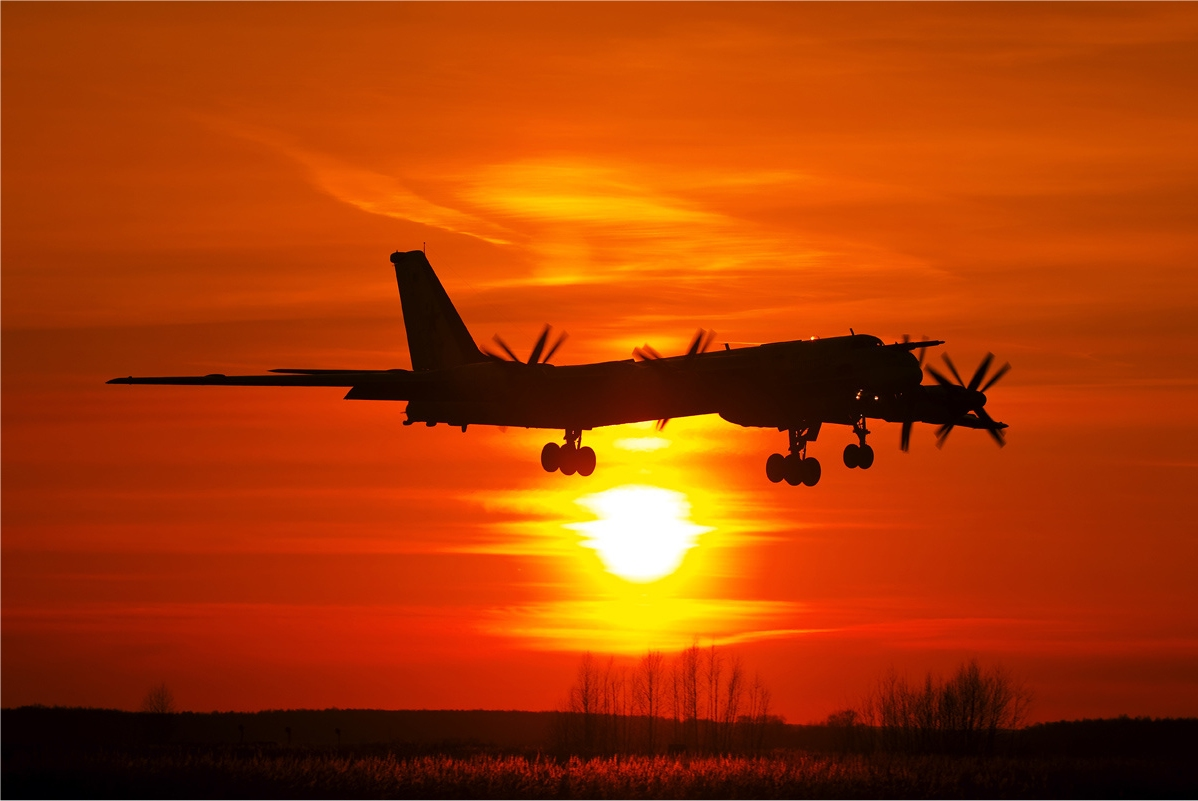
Российский стратегический бомбардировщик Ту-95 выполняет посадочный манёвр на фоне заката

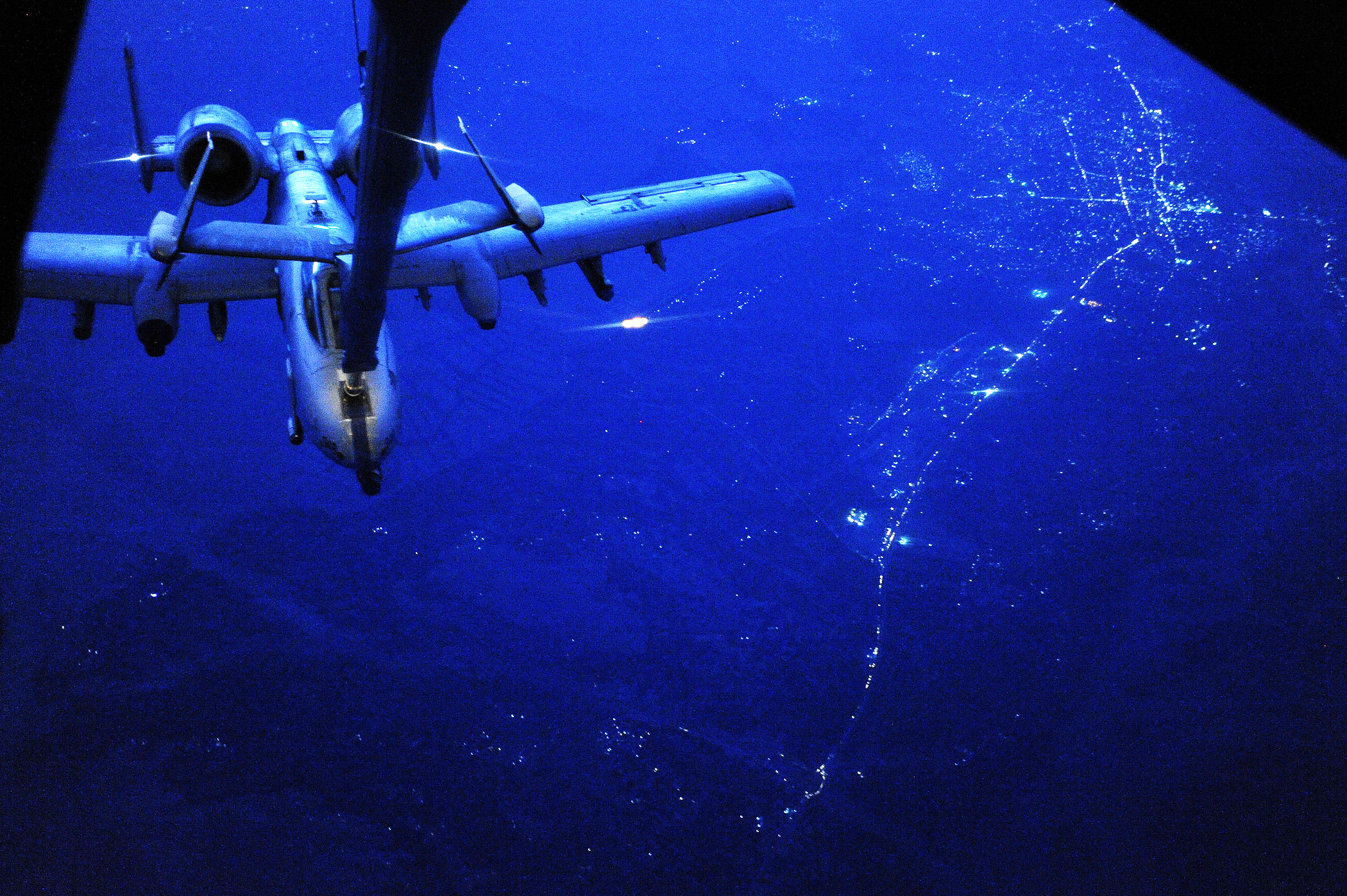
Ночная дозаправка в воздухе американского штурмовика A-10 (октябрь 2009)

Ночные боевые действия — организованная активность любых видов вооружённых сил, ведущаяся в тёмное время суток (при высоте солнца над горизонтом не более 18°) с целью достижения эффекта внезапности или поддержания непрерывности воздействия на противника.
Ночные боевые действия являются составной частью боевых действий в условиях ограниченной видимости и характеризуется дополнительными трудностями при выполнении боевых задач из-за резкого снижения освещённости местности и изменения фотометрических характеристик целей и фона подстилающей поверхности земли. Военные специалисты разных государств и стран практически единодушно отмечают, что использование тёмного времени суток может предоставить ряд существенных тактических преимуществ, основными из которых являются скрытность войск и наиболее полная реализация ими фактора внезапности. Во многих ситуациях это позволяет вести эффективную борьбу с неприятелем, у которого есть значительное превосходство в традиционной огневой мощи.

## Общие положения

### Специфика

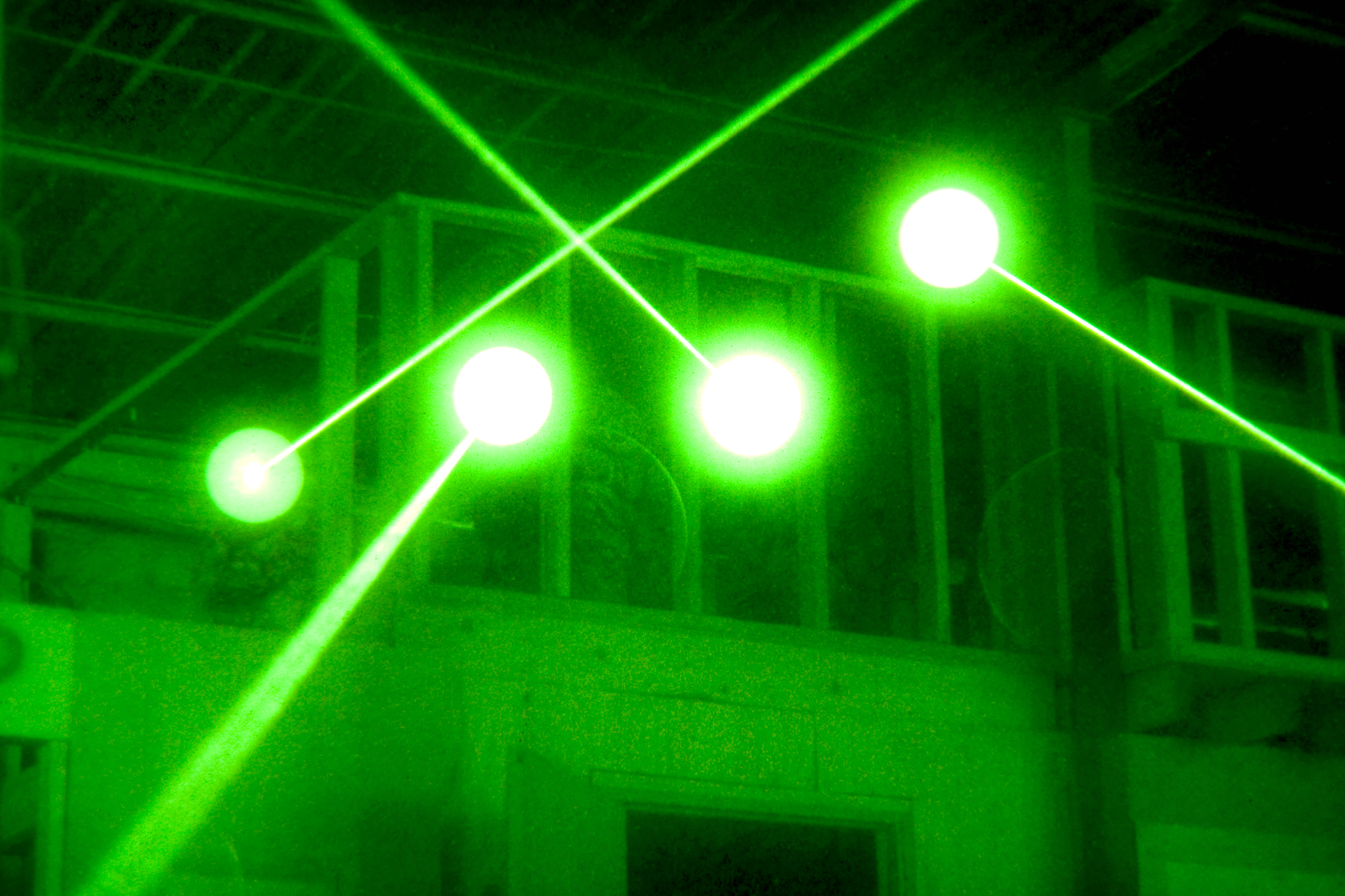
Отработка американскими парашютистами использования ночной оптики и инфракрасных ЛЦУ
(лагерь Рамади, Ирак, октябрь 2009)

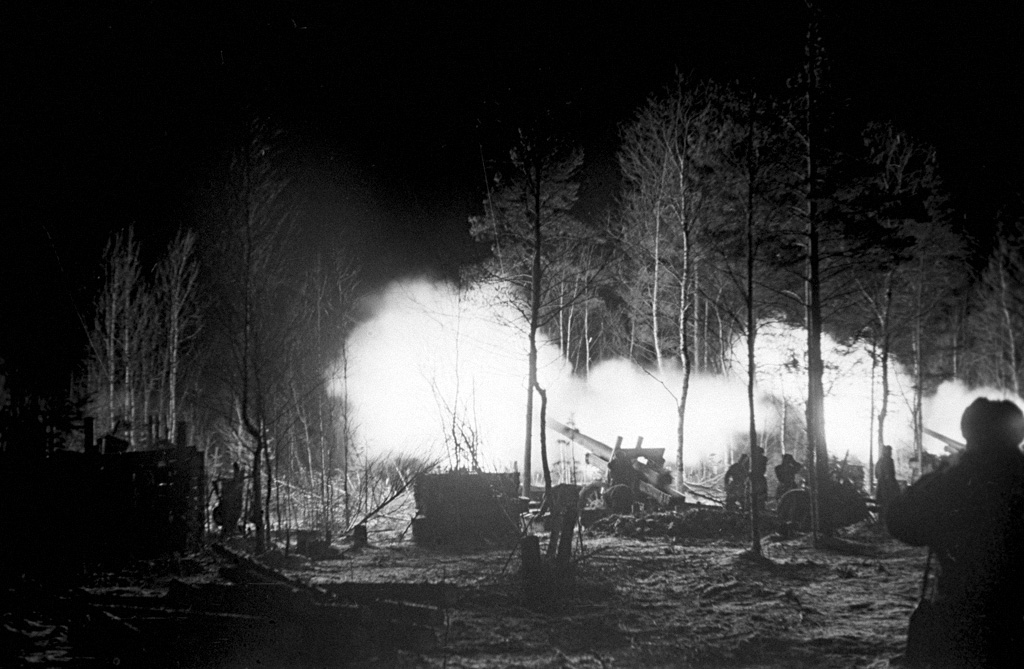
Советская артиллерия во время наступления под Ленинградом
(Ленинградская область, 1944)

Наступление ночи оказывает влияние практически на все аспекты ведения вооружённой борьбы. Темнота сильно затрудняет наблюдение и ориентирование на местности, из-за чего усложняется управление войсками и применение многих видов вооружения и боевой техники. В ночное время возникают дополнительные сложности по взаимодействию соседних подразделений и разных родов войск, что требует детального уточнения и согласования всех вопросов. В дополнение повышается утомляемость личного состава, снижается его активность при движении и притупляется бдительность. Следствием этого может стать значительное снижение скорости войск при преодолении различных препятствий и продвижении по пересечённой местности.
Ночью местные предметы можно наблюдать невооружённым глазом на расстояниях от одного до нескольких сотен метров, в зависимости от их размеров и цвета, степени освещённости, особенностей окружающего ландшафта и т. д. Специфика наблюдения в ночное время суток может сильно варьироваться в зависимости от сезона года, фаз Луны, погоды или климатогеографических особенностей района боевых действий. Например, в южных регионах планеты продолжительность рассвета и сумерек невелика, после захода солнца резко снижается температура и наступает темнота. Как правило, тропические безлунные ночи очень темны, но яркий свет Луны и звёзд служит неплохим ориентиром для передвижения. В условиях средней полосы яркость естественной освещённости ландшафта при сумерках меняется довольно медленно (в два раза за пять минут), длительность тёмного времени суток составляет от 5-6 часов летом до 12-17 часов зимой, а в районах Крайнего Севера полярная ночь продолжается в течение нескольких зимних месяцев. Стоит заметить, что зимней ночью видимость и слышимость может быть очень хорошей благодаря тому, что любые тёмные предметы хорошо просматриваются на снежном фоне.
Особенно хорошо в тёмное время суток просматриваются любые источники света, например:
| Наименование источника света                  | Дальность обнаружения, км |
| --------------------------------------------- | ------------------------- |
| Включённые фары автотранспорта и бронетехники | до 4—8                    |
| Вспышки выстрелов артиллерийских орудий       | до 4—5                    |
| Вспышки выстрелов стрелкового вооружения      | до 1,5—2                  |
| Костры                                        | до 6—8                    |
| Карманные электрофонари                       | до 1,5—2                  |
| Зажжённые спички                              | до 1,5                    |
| Огонь папирос                                 | до 0,5—0,8                |

Если существует вероятность применения противником оружия массового поражения, то следует иметь в виду, что в ночных условиях боевая эффективность многих его видов резко возрастает. Например, радиус поражающего действия светового излучения ядерного оружия в ночных условиях может быть в 3—4 раза больше, чем в светлое время суток, его задействование ночью может нанести сильный психологический удар по моральному состоянию личного состава. Аналогичным образом, поражающий эффект химического оружия в ночных условиях также существенно выше, чем днём, ввиду отсутствия атмосферной инверсии и связанных с ней вертикальных потоков воздуха, которые в дневное время могут сильно снизить концентрацию боевых отравляющих веществ в зоне поражения. В дополнение стоит заметить, что ограниченная видимость ночью может пагубно сказаться на результативности многих видов разведки (радиационной и химической в том числе), а также усложнить проведение дегазации и дезактивации техники и личного состава.
Коротковолновая радиосвязь, в отличие от УКВ, в ночное время более подвержена действию естественных помех, как следствие — её радиус устойчивой работы снижается на 25—50 %.

### Подготовка и отработка

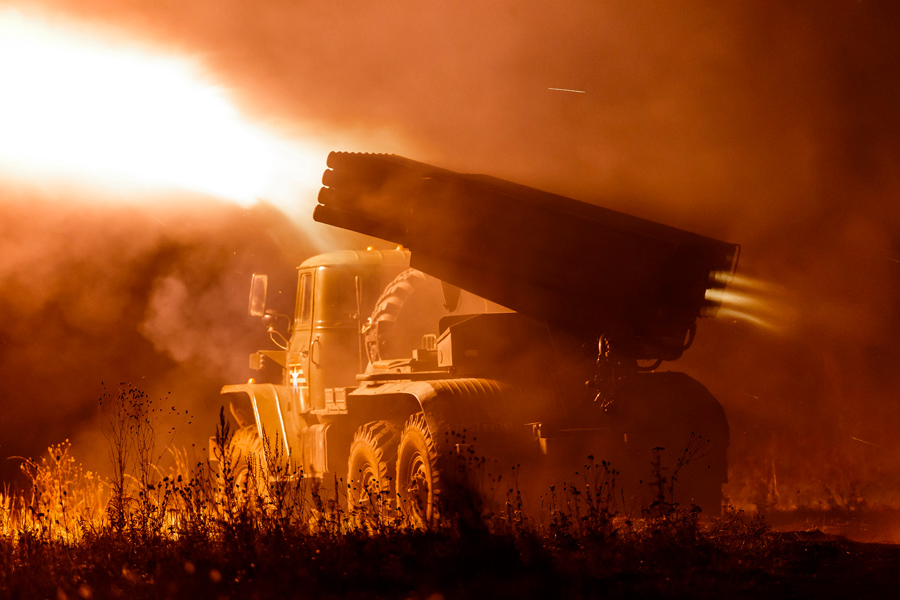
Система залпового огня БМ-21 «Град» российских вооружённых сил

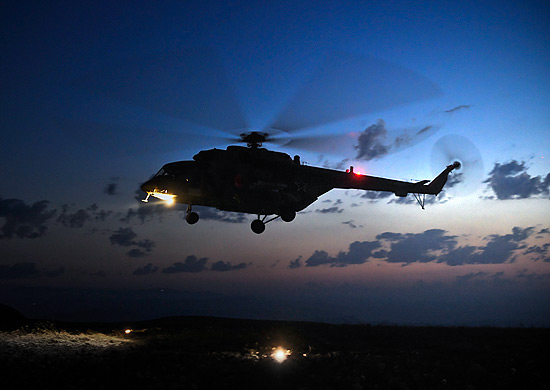
Ночные стрельбы российской армейской авиации (Кубань, 2013)

После окончания Второй мировой войны в армиях всех развитых государств планеты уделяется повышенное внимание созданию специального оснащения для решения боевых задач в тёмное время суток и отработке тактики его применения в процессе боевого обучения личного состава.
Подготовка войск к действиям в ночных условиях (ночная подготовка) является одним из базовых разделов боевой подготовки; как основной элемент, она включает в себя и отработку действий в условиях ограниченной видимости. Помимо неё, в рамках подготовки к ночным боевым действиям личный состав приобретает навыки:
- применения приборов ночного видения,
- наблюдения за противником, местностью и полем боя, ведения прослушивания,
- организации светомаскировки,
- скрытного обозначения своего присутствия на достигнутых рубежах,
- подготовки боевой техники и оружия к ночным боевым действиям, включая установку и проверку приборов ночного видения, выверку ночных прицелов, оснащение личного оружия дополнительным оборудованием (пламегасителями, глушителями и т. п.),
- ведения огня с применением ночных прицелов и без них, в темноте и при искусственном освещении, на звук, по силуэтами и по вспышкам выстрелов,
- ориентирования в темноте с помощью технических средств и по местным предметам,
- уничтожения и ослепления вражеских средств наблюдения,
- и т. д.

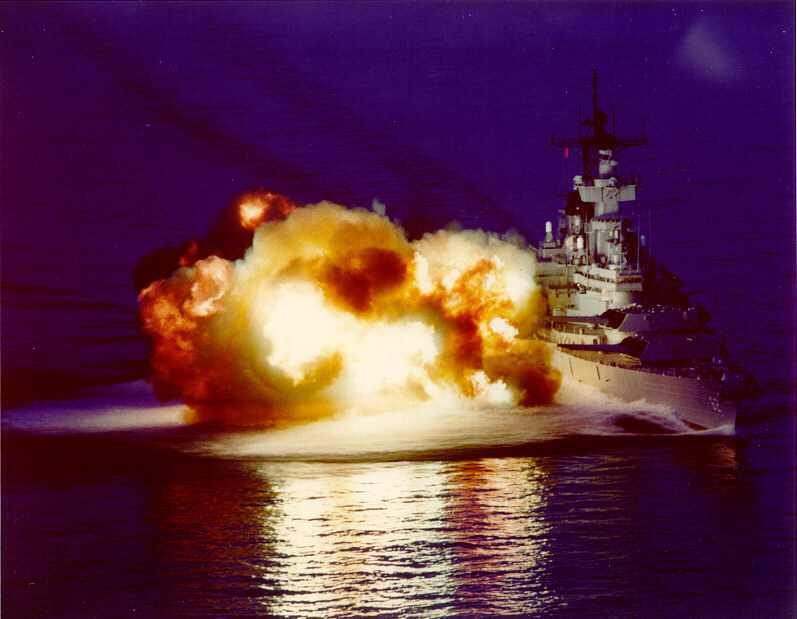
Выстрел главного калибра линкора «Нью-Джерси»

На современном уровне развития вооружённых сил во время ведения боя ночью используются те же самые виды боевого построения и способы действий войск, что и в светлое время суток. Тем не менее, вступление в боевой контакт ночью подразумевает применение целого комплекса специальных технических средств (осветительных, тепловизионных, радиолокационных), а также тщательное планирование и организацию на всех этапах с учётом подготовленности войск, условий местности и т. д. Особое внимание должно уделяться обеспечению тактической самостоятельности подразделений.
При организации в ночное время наступательных действий для движения выбираются участки местности с минимумом естественных препятствий и хорошо заметными в темноте ориентирами, назначаются направляющие подразделения и даются вводные на азимут движения. Эти направления указываются таким образом, чтобы выводить к заданным рубежам или намеченным объектам по самому короткому пути, исключая пересечение путей движения частей и не требуя сложных манёвров, перестроений или перегруппировок войск.
При ведении оборонительных действий ночью должно быть усилено боевое охранение, разведка, особое внимание уделяется прикрытию флангов, стыков и промежутков между частями. Считается, что тёмное время суток даёт обороняющейся стороне существенные преимущества в виде возможности скрытно провести инженерные работы, выставить минные заграждения, пополнить запасы материально-технических средств, эвакуировать раненых или организовать внезапную контратаку. Обычно наступающий неприятель за ночь старается подтянуть к передовой войска второго эшелона и к рассвету его действия активизируются. Поэтому нередко оказывается полезным сосредоточить на важных направлениях резервы для нанесения упреждающего удара и перехвата инициативы.

## Исторический очерк

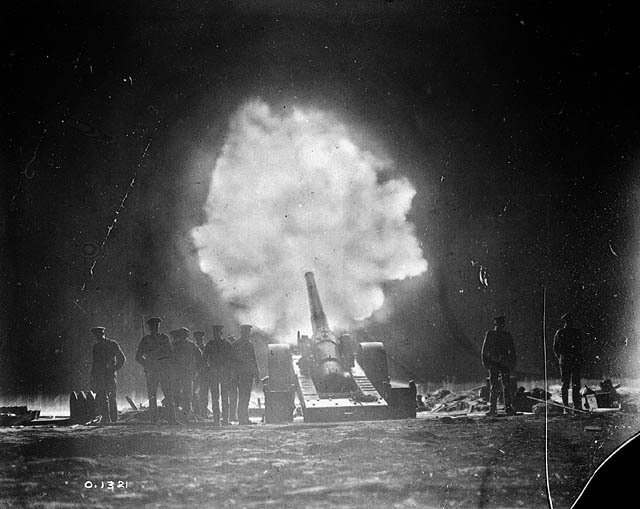
6-дюймовое морское орудие Канадских вооружённых сил
(битва при Вими, май 1917)

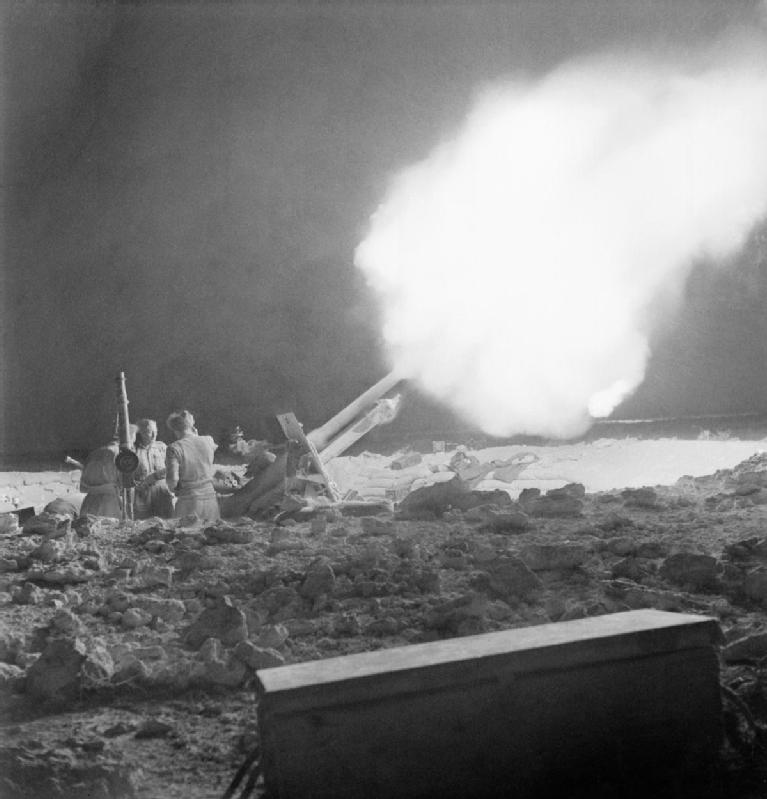
Британская 25-фунтовая полевая пушка в ночном бою против сил генерала Роммеля
(битва при Газале, июнь 1942)

Начиная с древности, военное командование никогда не отказывалось от использования тактических преимуществ, которые предоставляет тёмное время суток. Эта тенденция сохранилась и в более поздние времена, несмотря на смену исторических эпох и методов ведения войн.
Такие военачальники, как А. В. Суворов, не брезговали ночной темнотой для достижения впечатляющих результатов. Например, достоверно известно, что в 1790 году штурм русскими войсками турецкой крепости Измаил был начат в 2 часа ночи, и уже к рассвету основные её оборонительные рубежи были захвачены.
По мнению западных исследователей военной истории, использование ночной тактики стало сильной стороной русской военной школы, начиная с периода русско-турецких войн второй половины XIX века. Помимо боевых действий на суше во время русско-турецкой войны 1877—1878 годов, внезапные ночные атаки на крупные корабли неприятеля успешно практиковались быстроходными русскими катерами, вооружёнными буксируемыми и шестовыми минами.
В дальнейшем боевые действия в ночных условиях нашли широкое применение на фронтах Первой мировой войны, например, в 1916 году успешным было признано ночное наступление 4-й русской армии на барановичском направлении. Немецкий генерал Г. Блюментритт, описывая свой опыт противостояния российским войскам, заметил, что «…в обороне русская армия отличалась замечательной стойкостью. Русские мастерски и очень быстро строили фортификационные сооружения и оборудовали оборонительные позиции. Их солдаты показали большое умение вести бой ночью и в лесу…»
Тем не менее, отсутствие в те годы материально-технических средств прорыва позиционной обороны предопределило фиаско некоторых крупных наступательных операций, замысел которых полагался на использование преимуществ ночной темноты (например, наступление 5-й германской армии под Верденом 10 сентября 1914 года). Опираясь на этот опыт, военная теория того времени не рекомендовала ночные наступательные действия крупными силами.
Однако уже в годы Гражданской войны в России ситуация полностью изменилась. Отсутствие сплошных фронтов, манёвренный характер и высокая динамика боевых действий способствовали повсеместному использованию ночных условий для глубоких рейдов по тылам неприятеля высокоподвижными кавалерийскими группировками. Также успешными считаются многие ночные наступательные операции, например, взятие Армавира 20 сентября 1918 года частями Красной Армии или ночной штурм укреплений Перекопа под руководством М. В. Фрунзе с которого началась операция РККА по уничтожению группировки генерала Врангеля и захвату Крымского полуострова (см. Перекопско-Чонгарская операция).
Во времена Второй мировой войны методы боевых действий в ночных условиях получили новый толчок к совершенствованию и широко применялись всеми воюющими сторонами. В ходе битвы за Британию немецкие ВВС активно пользовалась темнотой при организации бомбёжек английских территорий и при авиационном минировании подходов к крупным узлам морских коммуникаций (в устье Темзы и т. п.). Красная Армия использовала преимущества тёмного времени суток практически во всех своих крупных наступательных операциях, например:
- декабрь 1943 года: захват 1-й гвардейской танковой бригадой железнодорожной станции Попельня,
- январь 1944 года: захват ею же города Жмеринка,
- январь 1945 года: ночной прорыв 2-м гвардейским танковым корпусом оборонительного рубежа Куссен—Радшен во время Восточно-Прусской операции,
- март 1945 года: наступление 3-го гвардейского танкового корпуса в ходе Восточно-Померанской операции,
- апрель 1945 года: наступление 5-й ударной армии в ходе Берлинской операции.

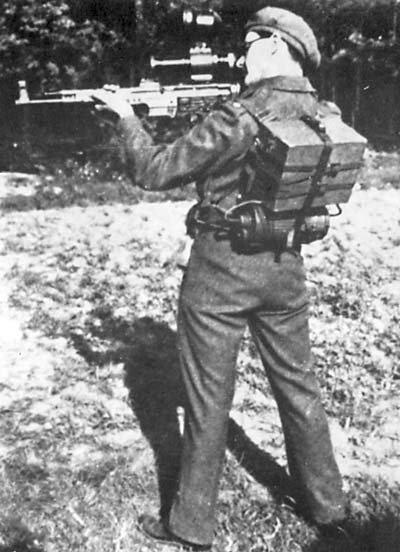
Военнослужащий британской армии проверяет немецкий ночной прицел «Вампир» (1945)

Путём обобщения материала из широкого массива советских и немецких источников был сделан вывод, что советское понимание ночного общевойскового боя претерпело существенные изменения на основе приобретённого боевого опыта. Например, сравнение советских Полевых наставлений 1942 и 1944 годов показывает, что если в 1942 году в описании боевых действий в тёмное время суток делался упор на осторожность, тщательное планирование и подготовку, то наставления 1944 года преподносят ночные сражения как нечто заурядное и само собой разумеющееся.
В боевых действиях союзных войск особо выделяют ночной прорыв 8-й английской армии через оборонительные линии итало-немецких войск во время Эль-Аламейской операции 1942 года. Форсирование Рейна объединённой группировкой американо-британских войск в конце марта 1945 года также было осуществлено в ночных условиях. Стоит заметить, что среди всего контингента союзнических войск особо выделялась американская 104-я пехотная дивизия, которая ещё на этапе формирования прошла специальную подготовку к ночным действиям. В дальнейшем эти навыки были использованы на территории Голландии и Германии в более чем ста ночных наступательных операциях.
Что касается гитлеровских войск, то с потерей инициативы и перевеса в силах им всё чаще проходилось полагаться на действия в тёмное время суток. Если в 1939 году ночные операции немцев в Польше были направлены на преследование отступающих польских войск, то к концу войны сокрушительные потери на Восточном фронте и непрекращающиеся бомбардировки союзной авиации уже просто не оставляли вермахту другого выбора. В качестве примера можно упомянуть ночь на 1 января 1945 года, которую германские части использовали для наступательных действий в целях окружения и уничтожения частей 7-й американской армии в Эльзасе.
В целом отмечается, что ночные боевые действия во времена Второй мировой войны велись эпизодически, их организация была сильно ограничена сжатыми сроками, боевые задачи ставились на небольшую глубину (2,5—8 км), замысел ведения боя не отличался изощрённостью, а решение на начало огневого контакта принималось по картографическому материалу с последующим уточнением деталей на местности. Боевые порядки выстраивались одним эшелоном с отводом части подразделений и огневых средств в резерв. Координация действий войск осуществлялась по времени, рубежам и объектам. Особое внимание уделялось световому обеспечению боя, в то время как ведение разведки и прикрытие флангов возлагалось на дополнительные силы.
Во второй половине XX века развитию средств ведения боя в ночных условиях начало уделяться много внимания, а такие конфликты, как Фолклендская война 1982 года и война в Персидском заливе 1991 года, подтвердили, что тёмное время суток почти не влияет на высокую боевую эффективность современных армий. Как правило, это связывают с появлением в арсенале вооружённых сил новых видов вооружений, качественным усовершенствованием систем разведки, развитием теплопеленгации, инфракрасной оптики и осветительных средств.

## Человеческие факторы

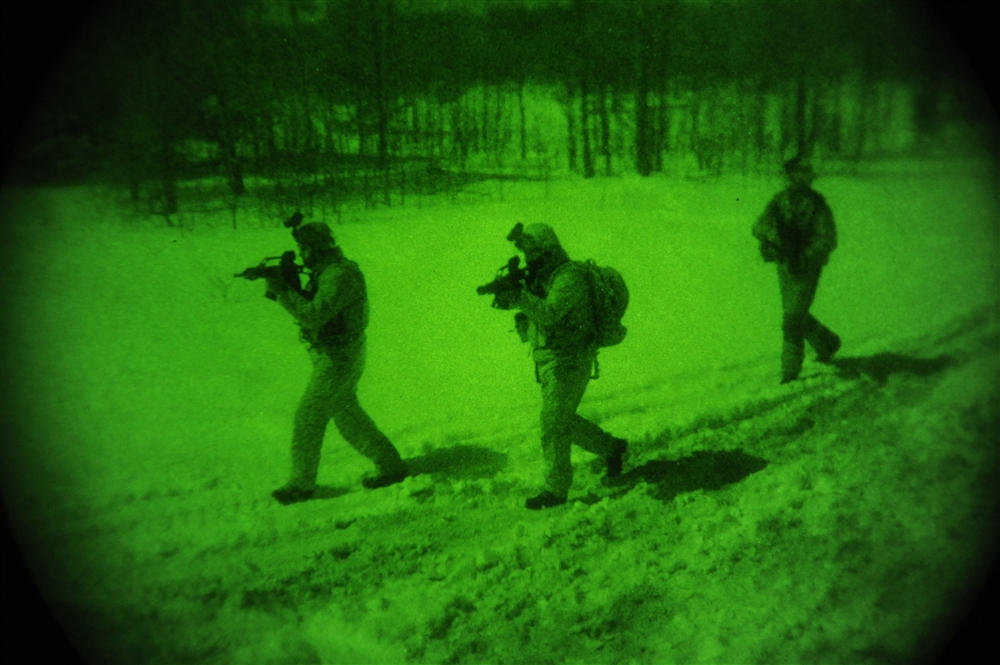
Латвийский спецназ отрабатывает выход на позиции
(февраль 2010)

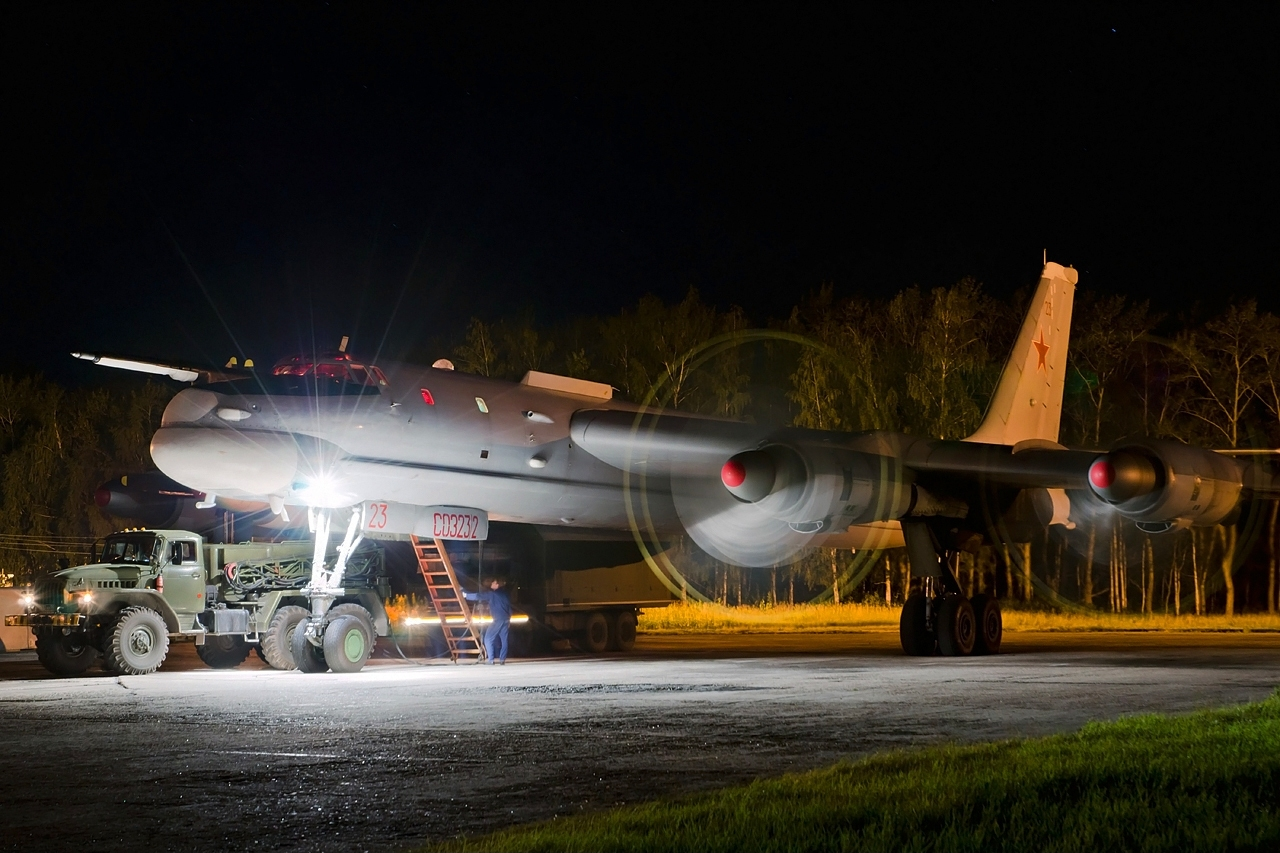
Российский стратегический бомбардировщик Ту-95 на авиабазе в Дягилево

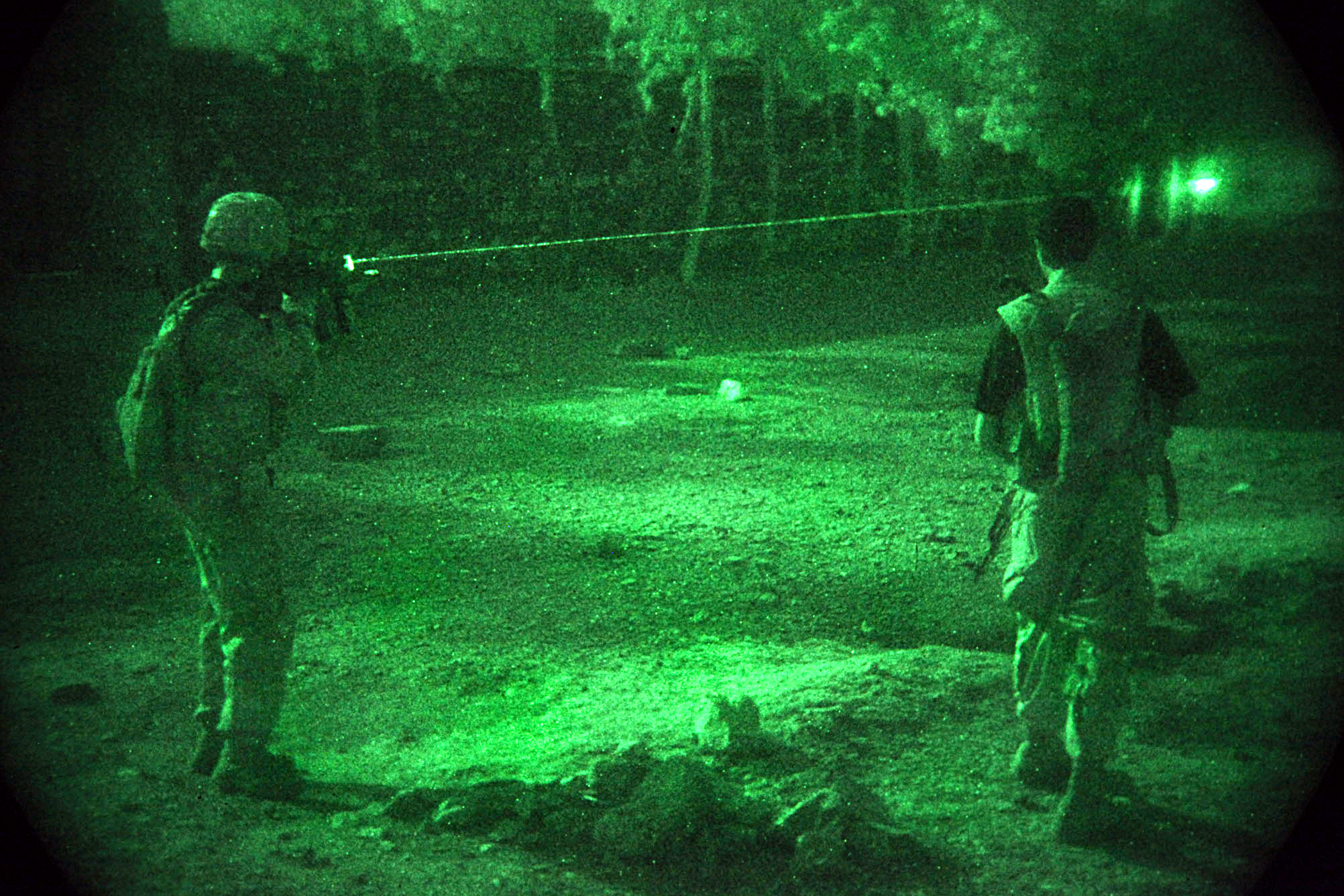
Американские военнослужащие 25-й пехотной дивизии во время операции «Меч чемпиона»
(провинция Хост, Афганистан, 2009)

В отличие от многих других животных (летучих мышей, кошек и т. п.) способности homo sapiens к эффективной деятельности при низком уровне освещённости резко снижаются. Западные специалисты считают это следствием целой совокупности причин, среди которых ключевыми являются биологические особенности человеческой физиологии и психологические факторы социализации. Отечественные военные теоретики полагают, что ночные условия оказывают комплексное воздействие на человеческую нервную систему и органы чувств. По их мнению, ограниченная видимость искажает восприятие не только визуальной информации, но и светозвуковых эффектов. Это проявляется, например, в том, что ночью все звуки воспринимаются как более громкие, тёмные предметы кажутся более далёкими, а светлые — более близкими и т. п.

### Физиология ночного зрения человека
Хорошо известно, что более 80 % от всего объёма информации, которая перерабатывается человеческим мозгом, поступает в него через глаза. На первой стадии зрительного восприятия изображение фиксируется светочувствительными участками на сетчатке глазного дна, затем мозг считывает первичный массив информации с нейрорецепторов глаза и реконструирует по нему зрительный образ наблюдаемого объекта.
Сетчатка содержит в себе два вида фоторецепторов: колбочки и палочки. В условиях нормальной освещённости изображение воспринимается колбочками, которые сконцентрированы у центральной ямки сетчатки глаза. При плохой освещённости глаз воспринимает окружающую действительность с помощью палочек, концентрация которых наиболее велика на периферии глазного дна (см. зрение человека и ночное зрение). Этот вид клеток не способен воспринимать цвета, различать мелкие детали и глубину изображения, но благодаря своему расположению на периферии предоставляет человеку возможность периферийного зрения.
Зависимость чувствительности человеческого зрения от уровня освещённости приведена в таблице:
| Уровень освещённости, люксы | Пример источника света  | Тип зрения | Характеристики зрения                                        |
| --------------------------- | ----------------------- | ---------- | ------------------------------------------------------------ |
| 1 000 000                   | солнце на ясном небе    | дневное    | зрительный дискомфорт                                        |
| 100 000                     | солнце сквозь дымку     | дневное    | пониженная острота зрения с эффектом временного ослепления   |
| 10 000                      | солнце за облаками      | дневное    | оптимальная острота зрения и способность к различению цветов |
| 1 000                       | солнце за облаками      | дневное    | оптимальная острота зрения и способность к различению цветов |
| 100                         | электроосвещение        | дневное    | оптимальная острота зрения и способность к различению цветов |
| 10                          | свет свечи              | сумеречное | пониженная острота зрения и способность к различению цветов  |
| 1                           | полная луна             | сумеречное | низкая острота зрения и способность к различению цветов      |
| 0,1                         | полумесяц               | сумеречное | нижний предел чувствительности колбочек                      |
| 0,01                        | серп луны               | ночное     | отсутствие способности к различению цветов                   |
| 0,001                       | ясное звёздное небо     | ночное     | различение силуэтов                                          |
| 0,0001                      | ясное звёздное небо     | ночное     | различение силуэтов                                          |
| 0,00001                     | ясное звёздное небо     | ночное     | различение контрастных образов                               |
| 0,000001                    | свет звёзд сквозь дымку | ночное     | различение источников света                                  |

Так как в темноте колбочки перестают воспринимать окружающую действительность, то в центре поля зрения нормально развитого человека, как правило, образуется слепое пятно довольно значительных размеров. В военной практике это явление хорошо известно и отражено в многочисленных наставлениях по наблюдению в ночных условиях с помощью периферийного зрения, когда рассматривать интересующие объекты рекомендуется с помощью взгляда слегка в сторону от них. Кроме этого, часто подчёркиваются преимущества использования при наблюдении обоих глаз, ибо эффективность бинокулярного зрения примерно в 2,5 раза выше, чем при наблюдении одним глазом. Стоит заметить, что крайне отрицательное влияние на работу глаз в условиях темноты оказывают наркотические вещества (алкоголь, никотин, кофеин и т. п.).

### Психореакции ночного поведения человека

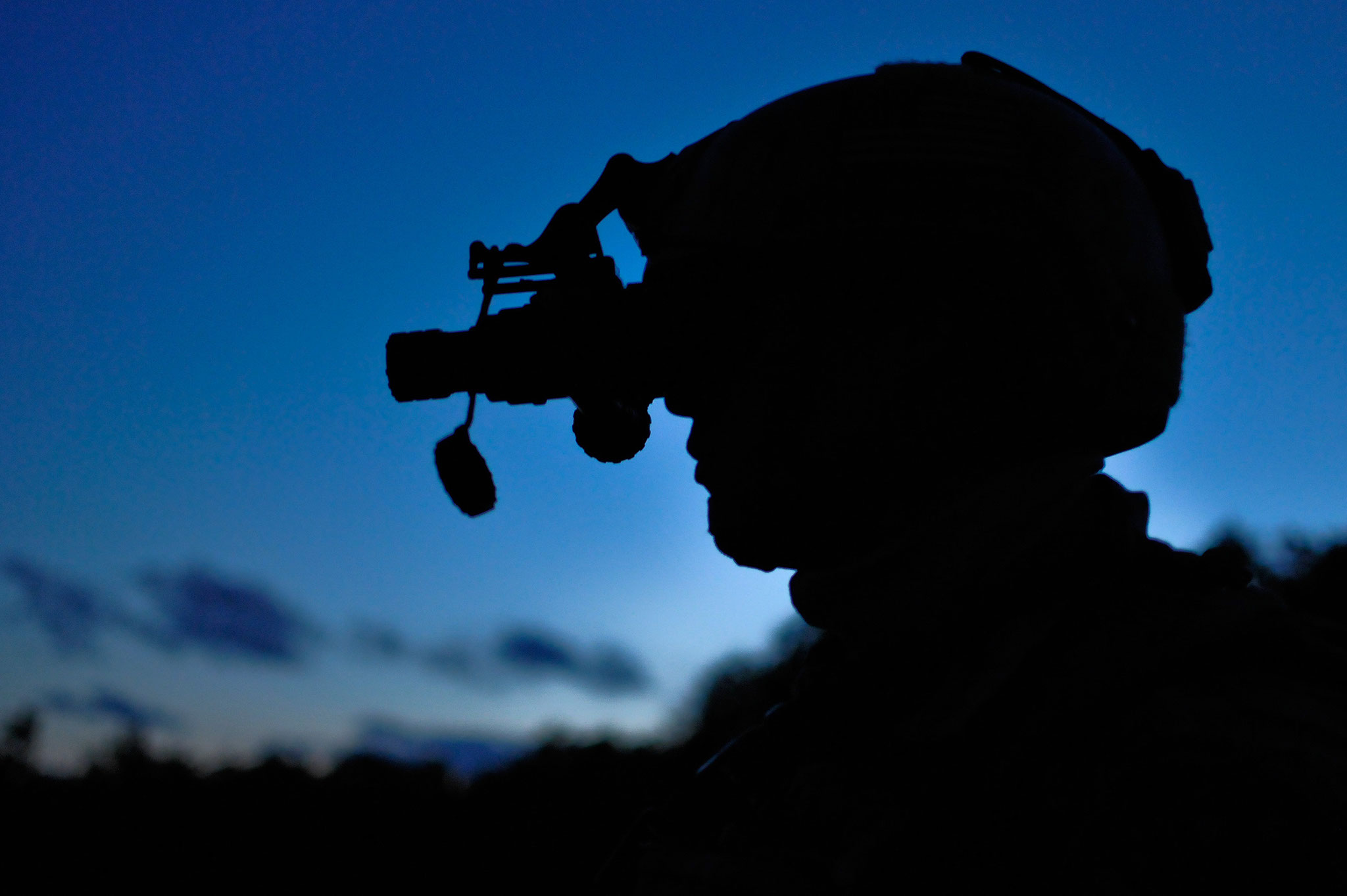
Военнослужащий американской национальной гвардии на учениях
(штат Мичиган, август 2014)

С наступлением темноты снижение объёмов зрительной информации, поступающей в мозг, вызывает целый ряд интересных побочных эффектов. В качестве одного из основных упоминается подсознательное стремление к психологической компенсации, которое выражается в желании увидеть как можно больше, что, в свою очередь, вызывает перегрузку нервной системы и отражается на типовых моделях поведения. В частности, человек в темноте вне замкнутых помещений имеет тенденцию направлять взгляд выше линии горизонта, стремясь рассмотреть силуэты объектов на фоне неба. А любые источники света вызывают повышенное внимание и интерес (так называемый «инстинкт мотылька»).
Находясь в темноте, люди передвигаются гораздо медленнее, а из-за скудности и ограниченности воспринимаемой ими информации процесс её анализа и принятия решений затягивается. При этом человеческий мозг имеет подсознательное свойство компенсировать недостающие фрагменты имеющейся перед глазами картины с помощью экстраполяции своего предыдущего опыта, который может быть совершенно не к месту. У многих людей темнота служит сильным стимулом для воображения, вызывает повышенную тревожность, нервозность и чувство изоляции, у некоторых даже сильный страх, который часто основан на засевших в подсознании архетипах. Тем не менее, отмечаются также и некоторые положительные особенности нахождения в темноте, которые нередко проявляются в снижении эффекта от различных фобий: агорафобии, снайперобоязни и т. п.
Способность эффективно работать в условиях слабой освещённости достигается тренировками, через приобретение уверенности в своих силах и чувства привычности и обыденности во время выполнения служебных обязанностей в ночных условиях.

## Техническое оснащение

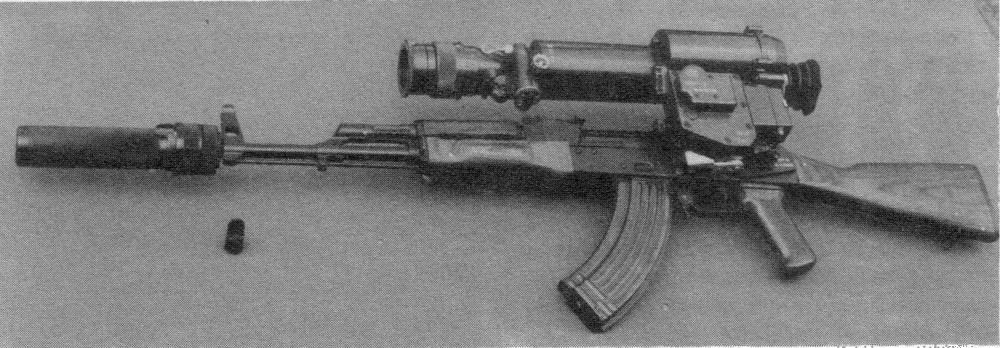
Советский автомат АКМН с глушителем ПБС-1 и ночным процелом НСП-3.

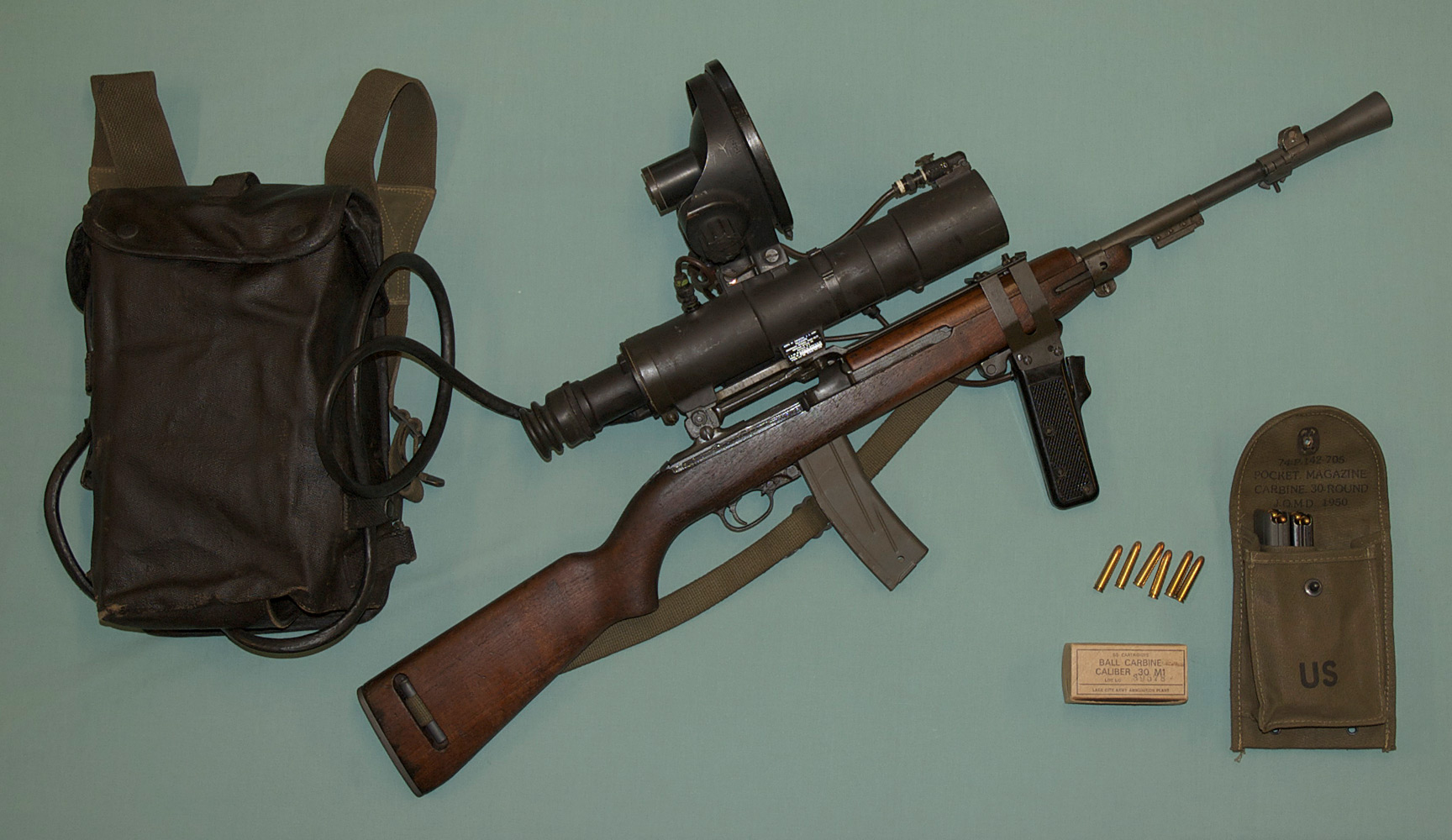
Американский активный ночной прицел M3 на карабине M1 времён войны в Корее

Для успешного ведения боевых действий в ночных условиях нередко создаются специализированныe воинские части, оснащённые соответствующим их задачам вооружением (см., например, прожекторные войска или «ночные ведьмы»), разрабатывается и совершенствуется широкий спектр разнообразного оснащения и боевой техники (см., например, ночной истребитель). Особое место в нём занимают оптические приборы для наблюдения, разведки и прицеливания в темноте.
Помимо наблюдательных приборов, для обеспечения ночных боевых действий используется радиолокационная техника (см. РЛС наземной разведки), а также средства освещения и ослепления противника.

### Первые разработки
Первые специализированные образцы систем огнестрельного оружия для ведения боя в темноте в европейских странах известны начиная с XIX века. В качестве примера часто приводят итальянский кремнёвый пистолет, совмещённый со свечным фонарём для освещения и ослепления противника. В конструкции фонаря предусмотрена фокусирующая линза, которая собирает световую энергию в направлении цели, а также — сдвижная крышка, которую можно неожиданно открыть или закрыть. При этом для предохранения пистолета от действия непогоды огниво и пороховая полка защищены специальной пластиной.
В Красной Армии оборудование ночного видения так называемого «нулевого поколения» появилось ещё до начала Великой Отечественной войны, например, на танки семейства БТ устанавливался комплекс «Дудка», а для ночной проводки танковых колонн Государственный оптический институт и Всесоюзный электротехнический институт разработали комплект светосигнальных подсветочных приборов, которые монтировались на танки Т-34.

## Практические рекомендации
- При работе с картами и топографическими материалами, а также при выполнении других работ в тёмное время суток рекомендуется использовать синий свет, так как он не снижает остроту зрения[6].
- При обустройстве наблюдательных позиций рекомендуется отдавать предпочтение низменностям, располагаясь в них таким образом, чтобы цель наблюдения можно было отслеживать на фоне неба[6].
- По разнице во времени между вспышкой выстрела и его звуком нетрудно приближенно оценить расстояние до цели, если принять во внимание, что средняя скорость звука составляет около 330 метров в секунду[6].
- Эффективность использования ночных прицелов и приборов ночного видения увеличивается в полнолуние, что определяет начало для наиболее удобного периода времени проведения ночных разведывательно-поисковых действий за 10 дней до полнолуния и конец — через пять дней после него[24].